# Бієле Землє
Бієле Землє (хорв. Bijele Zemlje) — населений пункт у Хорватії, в Істрійській жупанії у складі громади Грожнян.

## Населення
Населення за даними перепису 2011 року становило 80 осіб.
Динаміка чисельності населення поселення:

## Клімат
Середня річна температура становить 13,28 °C, середня максимальна – 27,17 °C, а середня мінімальна – -1,67 °C. Середня річна кількість опадів – 970 мм.
| Клімат поселення                              | Клімат поселення | Клімат поселення | Клімат поселення | Клімат поселення | Клімат поселення | Клімат поселення | Клімат поселення | Клімат поселення | Клімат поселення | Клімат поселення | Клімат поселення | Клімат поселення | Клімат поселення |
| Показник                                      | Січ.             | Лют.             | Бер.             | Квіт.            | Трав.            | Черв.            | Лип.             | Серп.            | Вер.             | Жовт.            | Лист.            | Груд.            |                  |
| Середній максимум, °C                         | 9,62             | 10,96            | 14,26            | 17,59            | 22,53            | 26,56            | 27,17            | 26,69            | 22,28            | 17,62            | 12,45            | 8,90             |                  |
| Середня температура, °C                       | 3,97             | 5,33             | 8,60             | 11,95            | 16,88            | 20,91            | 23,27            | 22,79            | 18,39            | 13,72            | 8,57             | 5,00             |                  |
| Середній мінімум, °C                          | −1,67            | −0,32            | 2,96             | 6,30             | 11,22            | 15,26            | 19,37            | 18,91            | 14,50            | 9,82             | 4,66             | 1,11             |                  |
| Норма опадів, мм                              | 67               | 54               | 68               | 79               | 76               | 85               | 58               | 86               | 95               | 111              | 105              | 86               |                  |
| Середньомісячна швидкість вітру, м/с          | 1.83             | 2.12             | 2.25             | 2.28             | 2.07             | 1.98             | 1.97             | 1.90             | 1.91             | 2.04             | 2.09             | 1.98             |                  |
| Середньомісячна сонячна радіація, кДж/м²·день | 4418             | 7374             | 10669            | 15076            | 19141            | 21107            | 22097            | 18879            | 14006            | 8932             | 4887             | 3704             |                  |
| --------------------------------------------- | ---------------- | ---------------- | ---------------- | ---------------- | ---------------- | ---------------- | ---------------- | ---------------- | ---------------- | ---------------- | ---------------- | ---------------- | ---------------- |
| Джерело:                                      |                  |                  |                  |                  |                  |                  |                  |                  |                  |                  |                  |                  |                  |